# Score fleuve
L'expression score fleuve désigne un match, notamment au football, où l'écart au score est très grand. On peut assister à ce genre de score lorsque deux équipes de niveaux très différents se rencontrent.

## Exemple de score fleuve
Le 11 avril 2001, l'équipe d'Australie de football a battu l'équipe des Samoa américaines de football 31 buts à 0. C'est le record de score entre deux équipes nationales.
Au tennis, durant le Masters 1000 de Miami 2014, Jarkko Nieminen a battu Bernard Tomic sur le score de 6-0 6-1, signant au passage le record du match ATP le plus rapide de l'histoire.